# 천안도독부
천안도독부(天安都督府)는 930년에 후백제를 견제하기 위해 고려 태조가 현재 천안시에 설치하였던 기구였다.

## 유래
<고려사절요> 제1권 태조신성대왕편의 13년조에는 서기 930년 가을 8월에 백제군을 무찔러 목천군(대목군)을 차지하고 그 곳에 천안도독부를 설치해 백제를 견제하였다고 기술되어 있다.
일설에서는 천안의 명칭을 고려 태조가 천하대안(天下泰安)을 기원하여 천안이라 줄여 불렀다는 설도 있다.

## 같이 보기
- 고려사절요